# Dzień Prezydentów
Dzień Prezydentów, początkowo Dzień Prezydenta (ang. Presidents’ Day, oficjalnie Washington’s Birthday) – święto federalne w Stanach Zjednoczonych obchodzone corocznie w trzeci poniedziałek lutego. Cykliczne wydarzenie ustanowiono na cześć George’a Washingtona, pierwszego prezydenta Stanów Zjednoczonych, który urodził się 22 lutego 1732 roku. Uniform Monday Holiday Act z 1971 roku przeniósł to święto na 3. poniedziałek miesiąca, który może przypaść na dni pomiędzy 15 a 21 lutego, włącznie. Urodziny Washingtona zaczęto obchodzić w 1800 roku – rok po jego śmierci w 1799 roku.
Święto powszechnie znane jako Presidents’ Day, President’s Day lub Presidents Day (apostrof może być na końcu 1. słowa, przed ostatnim „s”, albo w ogóle). Taki zapis powoduje, że święto kojarzone jest ze wszystkimi prezydentami Stanów Zjednoczonych.

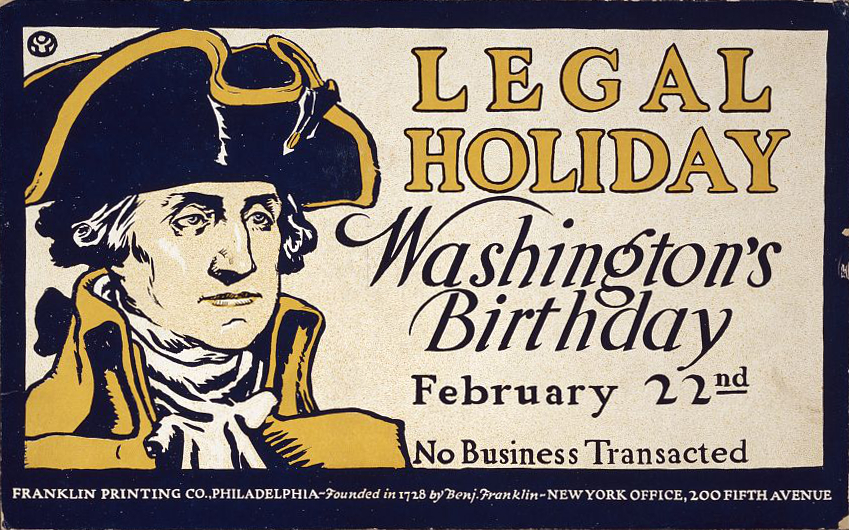
Plakat Washington’s Birthday (ok. 1890–1899)

Główna część Uniform Monday Holiday Act weszła w życie w 1971 roku. Ustawa wprowadziła w życie przesunięcie federalnego święta celebrującego urodziny Washingtona z wcześniejszego 22 lutego na trzeci poniedziałek lutego. Inne święta, Columbus Day, Memorial Day i Dzień Weteranów, również zostały przeniesione z wcześniej wyznaczonych dni.
Ustawa z 1971 roku utrzymała urodziny Washingtona jako oficjalne święto. Jednak przesunięcie dnia z 22 lutego mogło mieć na celu uhonorowanie zarówno Washingtona, jak i Abrahama Lincolna, ponieważ nowe terminy obchodów święta przypadały na okres pomiędzy ich urodzinami.